# Vampyressa pusilla
Vampyressa pusilla — вид родини листконосові (Phyllostomidae), ссавець ряду лиликоподібні (Vespertilioniformes, seu Chiroptera).

## Середовище проживання
Країни поширення: Аргентина, Бразилія, Парагвай.

## Життя
Сідала лаштує в модифікованому листі.